# The Equalizer
The Equalizer (conocida en América Latina como El justiciero) es una serie de televisión de los Estados Unidos de los géneros de acción, suspenso, drama y misterio. Se mantuvo en antena durante cuatro temporadas en la década de 1980. Era de los estudios Universal Television MCA Television, filmada completamente en la ciudad de Nueva York y protagonizada por el actor de origen británico Edward Woodward. El personaje principal, Robert Mc Call, era un exagente del Servicio de Inteligencia Británico y presumiblemente un espía de la CIA, ya que en la serie su personaje siempre la llamaba "La Agencia" ó "La compañía". Era una especie de investigador privado, de justiciero vengador que combatía a cualquier mafia, delincuente, secuestrador, extorsionador o cualquier grupo terrorista con su inteligencia, astucia, contactos, aparatos electrónicos de espionaje y una pequeña arma de fuego. Esta era una pistola Walther PPK de calibre .380 ACP satinada y acabada en acero inoxidable con cachas de goma negras Pachmayr de la Carl Walther Waffenfabrik y con capacidad de siete tiros, similar a la del Agente 007 James Bond de Ian Fleming, solo que esta es color azul pavón.
En la serie se le veía conduciendo un Jaguar XJ6 Serie III negro. Cuando al personaje se le dificultaban los asuntos, solicitaba la ayuda de otros exagentes secretos conocidos como "Mickey Kostmayer" y "Kincaid".
El Justiciero a veces trabajaba en forma gratuita. La forma de contactarlo era muy simple: publicaba un anuncio en el periódico que decía "¿Tiene un problema? ¿Necesita ayuda? ¿Está acorralado? Llame a "El Justiciero" y daba su número de teléfono, con el código de área de la ciudad de Nueva York "212 555-4200".
Sobre la vida personal de Robert Mc Call lo único que se supo durante la serie es que era un jubilado y tenía dos hijos perdidos. Uno era "Scott", interpretado por William Zabka, conocido por el antágonico en la película Karate Kid, que regresa a él, siendo este un adulto. Posteriormente se supo que Mc Call tuvo amoríos con una mujer llamada en la serie Manon Brevard, quien dio a luz en secreto a una hija de Mc Call.
Mucho se cuestionó cómo el personaje de "Robert Mc Call", sin ser policía portaba un arma, e incluso en el cumplimiento del deber, abatía a los delincuentes, siendo que la ciudad de Nueva York mantiene una prohibición en el porte y posesión de armas de fuego. Esto hacía presumir que Mc Call todavía se encontraba en activo en "La agencia" o poseía fuertes contactos con la policía.

## Personajes
- Edward Woodward
- Robert Lansing
- Keith Szarabajka
- Mark Margolis

## Director
- Donald Petrie

## Productor
- James Mc Adams

## Escritores
- Michael Sloan
- Victor Hsu
- Jack V. Fogarty

## Versiones
En 2014 se estrenó The Equalizer, película protagonizada por Denzel Washington e inspirada en la serie. Su éxito propició que se rodaran dos secuelas tituladas The Equalizer 2 y The Equalizer 3.
En 2021 se estrenó The Equalizer, una serie de televisión que también versiona la serie tradicional, si bien el personaje protagonista está interpretado en esta ocasión por una mujer, la actriz Queen Latifah.